# Koryciny (powiat siemiatycki)
Koryciny – wieś w Polsce położona w województwie podlaskim, w powiecie siemiatyckim, w gminie Grodzisk.

## Części wsi
| SIMC    | Nazwa      | Rodzaj    |
| ------- | ---------- | --------- |
| 1012264 | Zagumienie | część wsi |

## Historia
W 1921 roku wieś liczyła 41 domów i 299 mieszkańców, w tym 242 katolików, 52 prawosławnych i 5 wyznawców judaizmu. Wszyscy mieszkańcy zadeklarowali polską przynależność narodową. W leśnictwie Koryciny mieszkało 39 osób, w tym 10 wyznawców judaizmu. 
W okresie II Rzeczypospolitej wieś należała do gminy Rudka.
W latach 1975–1998 miejscowość administracyjnie należała do województwa białostockiego.

## Zabytki
- drewniana cerkiew greckokatolicka (unicka) z 2 poł. XVII w., w latach 1839-1923 prawosławna, a od 1923 funkcjonująca jako kościół rzymskokatolicki pw. Wniebowzięcia NMP, nr rej.:282 z 18.11.1966. Świątynia pierwotnie znajdowała się w Grodzisku, w 2016 podjęto decyzję o jej relokacji i przeniesiona została do skansenu znajdującego się przy Podlaskim Ogrodzie Botanicznym w Korycinach[10].

## Inne
Rzymskokatoliccy mieszkańcy miejscowości przynależą do parafii Trójcy Przenajświętszej w Rudce, zaś prawosławni do parafii Opieki Matki Bożej w Czarnej Cerkiewnej.
W miejscowości funkcjonuje gospodarstwo agroturystyczne o nazwie Ziołowy Zakątek, przy którym działa Podlaski Ogród Botaniczny, a w nim m.in. skansen oraz ekologiczne uprawy zagrożonych wyginięciem roślin. We wsi znajduje się także siedziba firmy Dary Natury, wiodącego producenta ziół i żywności ekologicznej w kraju.
Tu zlokalizowany jest także rezerwat przyrody Koryciny o powierzchni 88,63 ha, którego celem jest zachowanie fragmentu naturalnego lasu, charakterystycznego dla Wyżyny Drohickiej. Na jego terenie rośnie zabytkowy dąb Radosław, którego wiek szacuje się na ok. 460 lat.